# Réservoirs d'Azerbaïdjan
Le climat dans la plupart des régions de l'Azerbaïdjan est aride. Afin d'étendre les zones d'irrigation en climat sec et de fournir de l'eau aux raisins et aux vergers, de nombreux petits et grands réservoirs (réservoirs, prises d'eau, réservoirs d'eau) ont été créés. Il y a 140 réservoirs dans le pays. Le volume total des réservoirs est de 21,5 km3. La plupart des réservoirs sont réglementés et utilisés pour l'irrigation. Les réservoirs et les centrales hydroélectriques créés dans les cours d'eau Koura, Araxe et Tartar sont Chamkir, Mingatchevir, Yénikénd, Varvara, Araxe et Sarsang. Ils sont utilisés pour assurer l'utilisation de l'énergie, de l'irrigation et de l'approvisionnement en eau.

## Réservoir de Mingatchevir
Le plus grand réservoir de la république est Mingatchevir. Il a été mis en service en 1953.
La superficie est de 605 km², le volume est de 16,1 km³, la longueur est de 70 km, la plus grande largeur est de 18 km, la profondeur moyenne est de 27 m, la plus grande est de 75 m. L'altitude est de 83 m. Le but de sa création était le développement de l’énergie, de l’agriculture, du transport par eau, la régulation des flux pluriannuels et la liquidation des crues au cours du fleuve,.

## Réservoir de Chamkir
Le réservoir de Chamkir a été construit sur le tronçon Chamkir du fleuve Koura en 1982. La superficie du réservoir de Chamkir est de 116 km2. Le volume total du réservoir est de 2 677 millions de m3 et le volume d’eau de fonctionnement est de 1425 millions de m3. C'est le deuxième plus grand réservoir du Caucase après le réservoir de Mingatchevir. Le niveau d'eau normal dans le réservoir est de 158 m et la surface est de 115 km2.

## Réservoir de Yénikénd
Le réservoir de Yénikénd est un grand réservoir dans le raion de Chamkir. C'est le troisième plus grand réservoir du Caucase après les réservoirs de Mingatchevir et de Chamkir. La superficie totale est de 23,2 km2, le volume d'eau dans le réservoir est de 158 millions de m3 .

## Réservoir de Varvara
Le réservoir de Varvara est situé à 20 km au sud du réservoir de Mingatchevir. Il a été construit en 1952. La superficie totale est de 22,5 km2 (8,7 miles carrés) et le volume du réservoir est de 0,06 km3 (0,014 miles cubes).

## Réservoir de Sarsang
Le réservoir de Sarsang a été construit en Azerbaïdjan en 1976 sur la rivière Tartar, dans l’ancienne Agdara, dans le raion actuel de Terter.
Le réservoir a le plus haut barrage de tous les barrages en Azerbaïdjan. Depuis son ouverture, le réservoir a fourni de l'eau d'irrigation pour 100 000 hectares de terres agricoles dans les régions de Tartar, Agdam, Barda, Goranboy, Yevlakh et Agdjabadi

## Réservoir de Djeyranbatan
Djeyranbatan est un réservoir dans la région d'Abcheron, dans l'est de l'Azerbaïdjan. Il est situé entre les villes de Bakou et de Sumgayit, près de la commune de Djeyranbatan, à 20 km de Bakou. Il a été construit en 1958 pour fournir de l'eau potable à la population croissante de Bakou et de Sumgayit. La superficie totale est de 13,9 km2, le volume du réservoir est de 186 millions de m3, soit 150 millions de m3. La longueur du réservoir est de 8,74 km (5,43 miles), la largeur maximale est de 2,15 km (1,34 mile), la longueur du littoral est de 23,3 km (14,5 miles). La profondeur maximale de l'eau dans le réservoir est de 28,5 m.

## Autres réservoirs

### Arpatchay
Le réservoir d’Arpatchay a été construit en 1977 sur la rivière du même nom. La source est la rivière Arpatchay. Son volume est de 150,0 millions de m³, sa superficie est de 6,3 km², sa hauteur absolue est de 955 m.

### Agdamkénd
Le réservoir d’Agdamkénd a été construit en 1962 sur la rivière Gargar. Son volume est de 1,6 million de m³, sa superficie est de 0,5 km², la hauteur absolue est de 291,5 m,.

### Khatchintchay
Le réservoir de la rivière Khatchintchay a été construit en 1964. Le volume du réservoir est de 23 millions de m3. La hauteur absolue est de 507m, la superficie est de 1,76 km2.

### Ganligeul
Le réservoir situé à la plus haute altitude est situé à Garabagh. Ce réservoir a été construit en 1965 année. Son volume est de 1,0 million de m³, sa superficie est de 0,1 km², sa hauteur absolue est de 2420 m.